# Global Supply Systems
Global Supply Systems – nieistniejąca brytyjska linia lotnicza cargo z siedzibą w Londynie Stansted.

## Historia
29 czerwca 2002 firma rozpoczęła działalność. Wtedy też zaczęła wykonywać operacje lotnicze dla British Airways. Global Supply Systems wykonywała loty pomiędzy Londynem, Frankfurtem a Hongkongiem na samolotach typu Boeing 747. 1 maja 2014 linia zawiesiła prowadzenie działalności, a cała flota 6 maszyn przejęta została przez British Airways World Cargo.